# منزل خنوة (ذي السفال)

تعديل مصدري - تعديل

منزل خنوة هي إحدى قرى عزلة خنوة بمديرية ذي السفال التابعة لمحافظة إب، بلغ تعداد سكانها 1190 نسمة حسب تعداد اليمن لعام 2004.